# Степний (Троїцький район)
Степни́й (рос. Степной) — селище у складі Троїцького району Алтайського краю, Росія. Входить до складу Зеленополянської сільської ради.

## Населення
Населення — 199 осіб (2010; 306 у 2002).
Національний склад (станом на 2002 рік):
- росіяни — 90 %